# Puente Nuevo

Il Puente Nuevo (in italiano Ponte Nuovo) è un ponte che sovrasta il burrone "el Tajo" e il fiume Guadalevín, unendo le due estremità della città di Ronda, in Andalusia. L'architetto fu José Martin de Aldehuela e il capo-costruttore fu Juan Antonio Díaz Machuca.

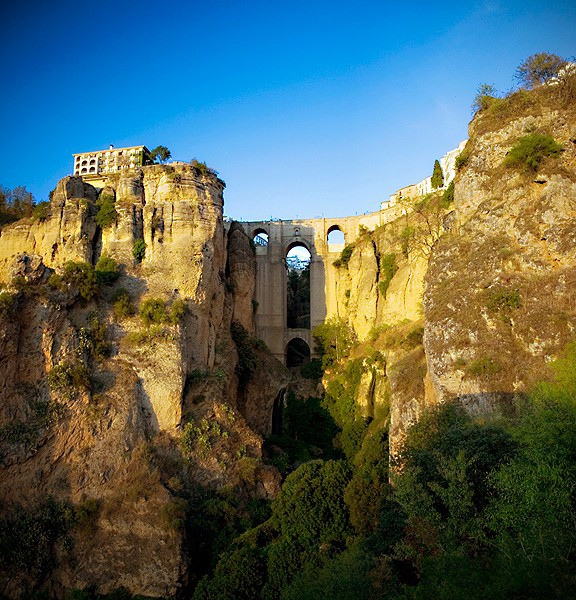
Vista del Ponte